# Delicias (del av en befolkad plats)
Delicias är en del av en befolkad plats i Spanien.   Den ligger i provinsen Provincia de Zaragoza och regionen Aragonien, i den nordöstra delen av landet, 270 km nordost om huvudstaden Madrid. Delicias ligger 183 meter över havet och antalet invånare är 110 520.
Terrängen runt Delicias är huvudsakligen platt, men norrut är den kuperad. Delicias ligger nere i en dal. Runt Delicias är det tätbefolkat, med 550 invånare per kvadratkilometer. Närmaste större samhälle är Zaragoza, 2,6 km öster om Delicias. Omgivningarna runt Delicias är i huvudsak ett öppet busklandskap.